# Селома
Селома (рос. Селома) — присілок, підпорядковане місту Борисоглєбську Воронезької області Російської Федерації.
Населення становить 17 осіб. Входить до складу муніципального утворення Борисоглєбський міський округ.

## Історія
Населений пункт розташований у межах суцільної української етнічної території, частини Східної Слобожанщини. До Перших визвольних змагань належав до Воронезької губернії.
За даними на 1859 рік у власницькому сільці Новохоперського повіту Воронізької губернії мешкало 160 осіб (74 чоловіків та 86 жінок), налічувалось 15 дворових господарств.
За даними на 1900 рік населення села Танцирейської волості Новохоперського повіту зросло до 166 осіб (81 чоловічої статі та 85 — жіночої), налічувалось 30 дворових господарств.
Згідно із законом від 15 жовтня 2004 року входить до складу муніципального утворення Борисоглєбський міський округ.

## Населення
| 2010 |
| ---- |
| 17   |